# Cuscuta dentatasquamata
Cuscuta dentatasquamata är en vindeväxtart som beskrevs av Truman George Yuncker. Cuscuta dentatasquamata ingår i släktet snärjor, och familjen vindeväxter. Inga underarter finns listade i Catalogue of Life.